# Spathius galinae
Spathius galinae (лат.) — вид паразитических наездников рода Spathius из семейства Braconidae (Doryctinae) Дальний Восток: Россия (Приморский край), Южная Корея.

## Описание
Длина тела самок от 2,7 до 5,6 мм, длина переднего крыла от 2,4 до 4,3 мм (оно в 3,7 раз длиннее своей ширины); у самцов соответственно 2,8—4,6 и 2,1—3,4 мм. Основная окраска красновато-коричневая; скутеллюм, проподеум, метаплеврон и брюшко от красновато-коричневого до чёрного. В усиках самок 27—38 члеников (у самцов 27—33).
Идиобионтные эктопаразитоиды личинок ясеневого жука-златки Agrilus planipennis (Buprestidae). Вид был впервые описан в 2012 году российским гименоптерологом Сергеем Белокобыльским (ЗИН РАН, Санкт-Петербург) и Джоном Стразняком (John S. Strazanac; Plant and Soil Sciences/Entomology, West Virginia University, Morgantown, Западная Вирджиния, США).

## Этимология
Вид был назван в честь Галины Ивановны Юрченко (1937–2020), ведущего научного сотрудника ДальНИИЛХа
(Хабаровск) и признанного патриарха российской лесозащиты, обнаружившей типовую серию во Владивостоке и изучившей его биологию.

## Значение
Используется в качестве биологического средства борьбы с жуками-вредителями древесины. В США выпускают для заражения личинок ясеневых изумрудных узкотелых златок Agrilus planipennis.